# Albert Lundman

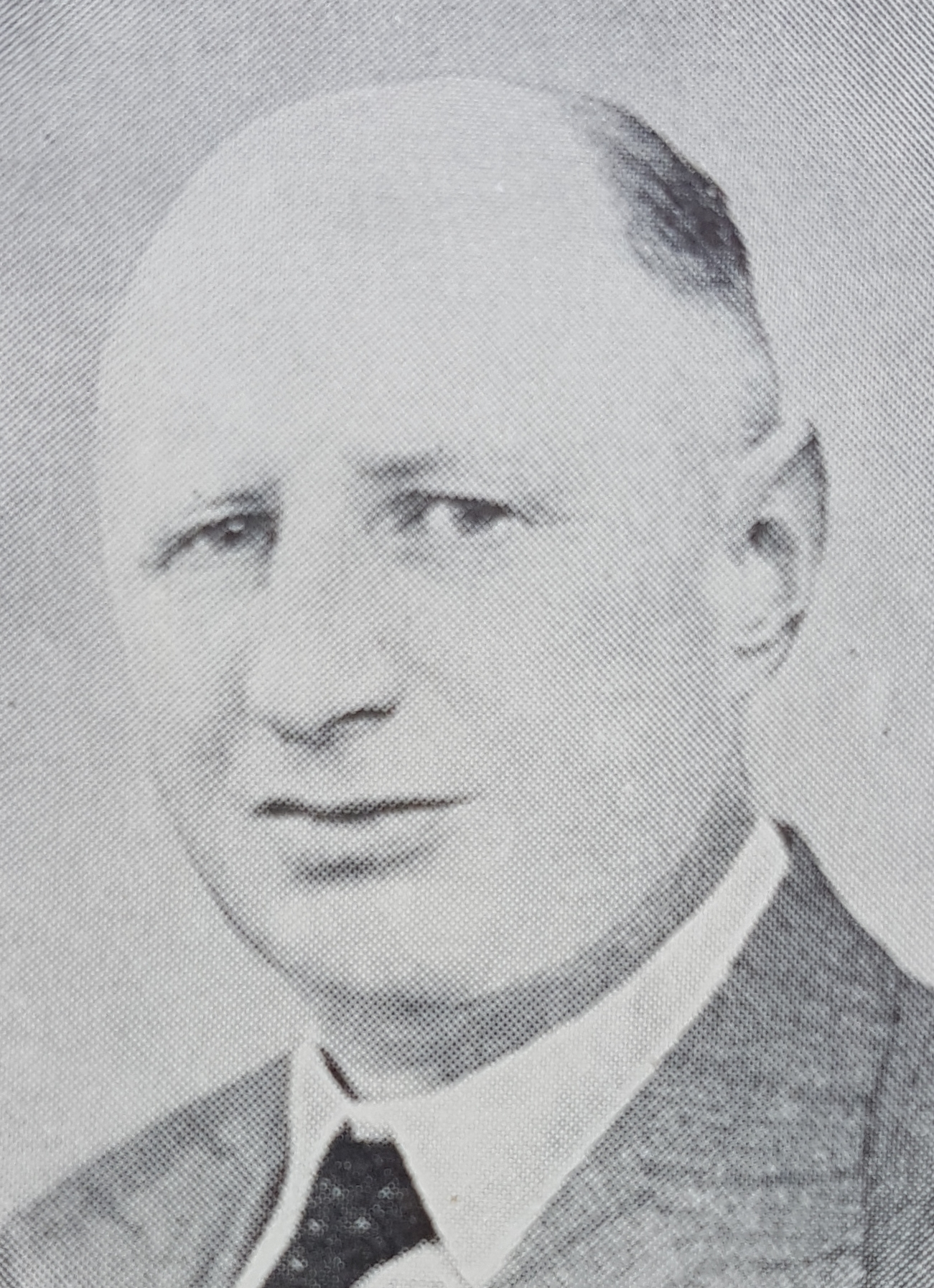
Albert Lundman

Erik Albert Lundman, född 29 augusti 1890 i Vätö församling, Stockholms län, död 16 februari 1959 i Lidingö församling, Stockholms län, var en svensk riksdagstjänsteman.
Han var son till smeden Erik August Lundman och hans hustru Margareta Lovisa Eriksdotter samt från 1925 gift med Otti Assmus.  Efter  studentexamen i Uppsala 1910 fortsatte han sina studier vid Uppsala universitet. Han anställdes 1913 som stenograf vid Riksdagens första kammare, där han utnämndes till förste stenograf 1934. Han var från 1923 redaktör för Tidning för Svensk Snabbskrift och från 1938 för tidskriften Stenografen. Som författare skrev han flera läroböcker i stenografi samt De internationella Kongresserna efter kriget och En granskning av Gyllenspetz stenografi 1929.